# Hoche (métro de Paris)
Pour les articles homonymes, voir Hoche.
Hoche est une station de la ligne 5 du métro de Paris, située sur le territoire communal de Pantin.

## Situation
La station est implantée sous l'avenue Jean-Lolive (RN 3), à l'intersection avec la rue Hoche d'une part et la rue du Pré-Saint-Gervais d'autre part. Approximativement orientée selon un axe nord-est/sud-ouest, elle s'intercale entre les stations Église de Pantin et Porte de Pantin.

## Histoire
La station est ouverte le 12 octobre 1942 avec la mise en service du prolongement de la ligne 5 depuis Gare du Nord jusqu'à Église de Pantin.

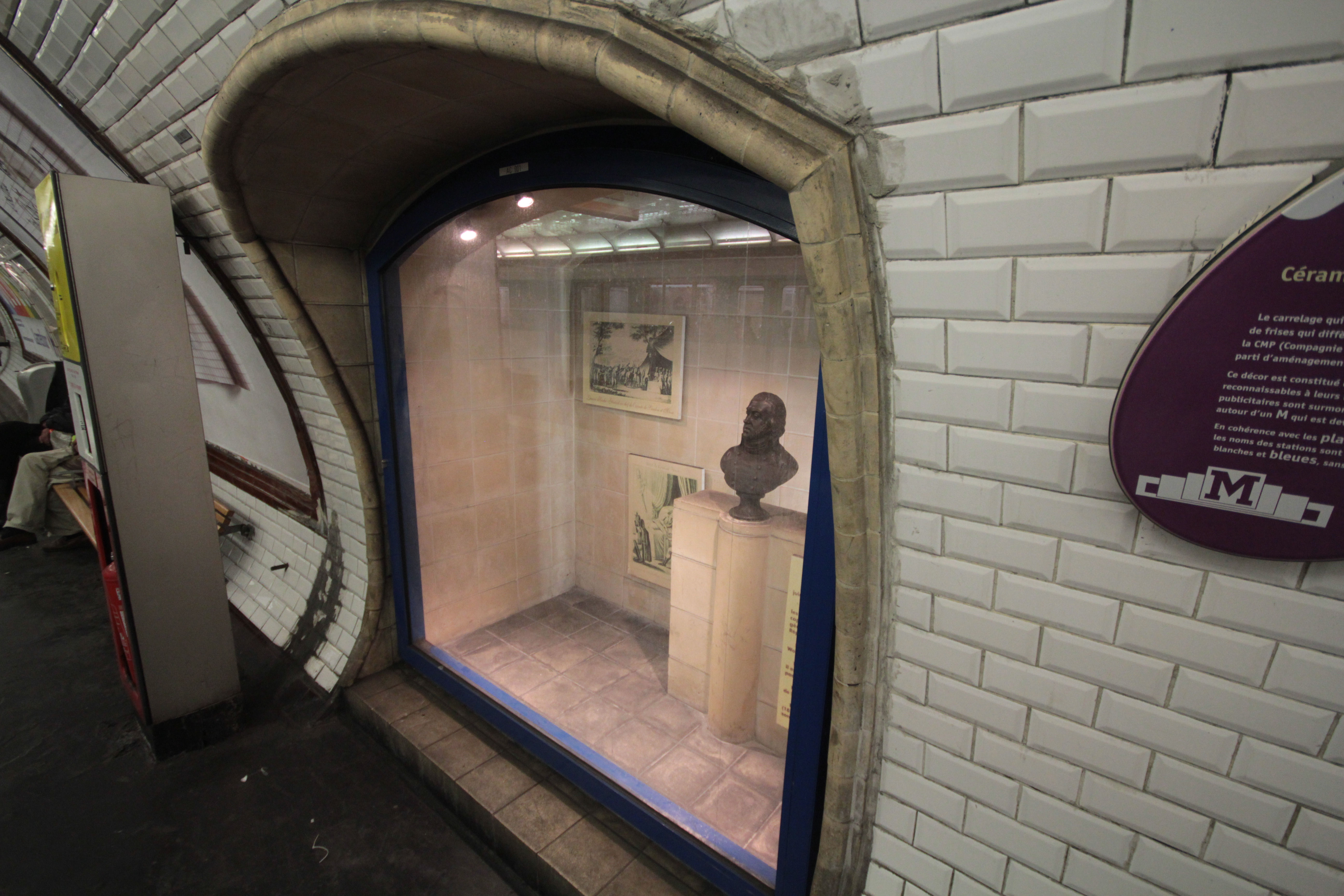
Vitrine avec le buste de Lazare Hoche.

Elle doit sa dénomination à sa proximité avec la rue Hoche, laquelle rend hommage à Lazare Hoche (1768-1797), général de la Révolution française.
Dans le cadre du programme « Renouveau du métro » de la RATP, les couloirs de la station et l'éclairage des quais ont été rénovés le 30 août 2002.
Pendant plus d'une dizaine d'années, jusqu'en 2018, sur les piédroits des quais, le nom de la station fut inscrit en police de caractère Parisine sur de fines plaques recouvrant les noms en faïence d'origine dont elles reprenaient les dimensions, particularité que la station n'a partagé qu'avec Porte des Lilas sur la ligne 11, bien qu'une caractéristique similaire existe également à Filles du Calvaire sur la ligne 8.

Selon les estimations de la RATP, la station a vu entrer 4 995 902 voyageurs en 2019, ce qui la place à la 83e position des stations de métro pour sa fréquentation. En 2020, avec la crise du Covid-19, son trafic annuel tombe à 2 616 315 voyageurs, ce qui la classe alors au 77e rang, avant de remonter progressivement en 2021 avec 3 928 404 entrants comptabilisés, ce qui la place à la 59e position des stations du réseau pour sa fréquentation cette année-là.

## Services aux voyageurs

### Accès
La station dispose de trois accès établis de part et d'autre de l'avenue Jean-Lolive, à l'ouest du carrefour avec la rue Hoche, agrémentés pour chacun d'une balustrade de style Dervaux :
- l'accès 1 « Rue Hoche », constitué d'un escalier fixe orné d'un candélabre Dervaux, débouchant au droit du no 55 de l'avenue ;
- l'accès 2 « Rue du Pré-Saint-Gervais - Centre Commercial », également constitué d'un escalier fixe doté d'un mât Dervaux, se trouvant face au no 60 de l'avenue ;
- l'accès 3 « Rue Charles Nodier », constitué d'un escalier mécanique montant permettant uniquement la sortie depuis le quai en direction de Bobigny - Pablo Picasso, se situant au droit du no 52 de l'avenue.

Accès à la station
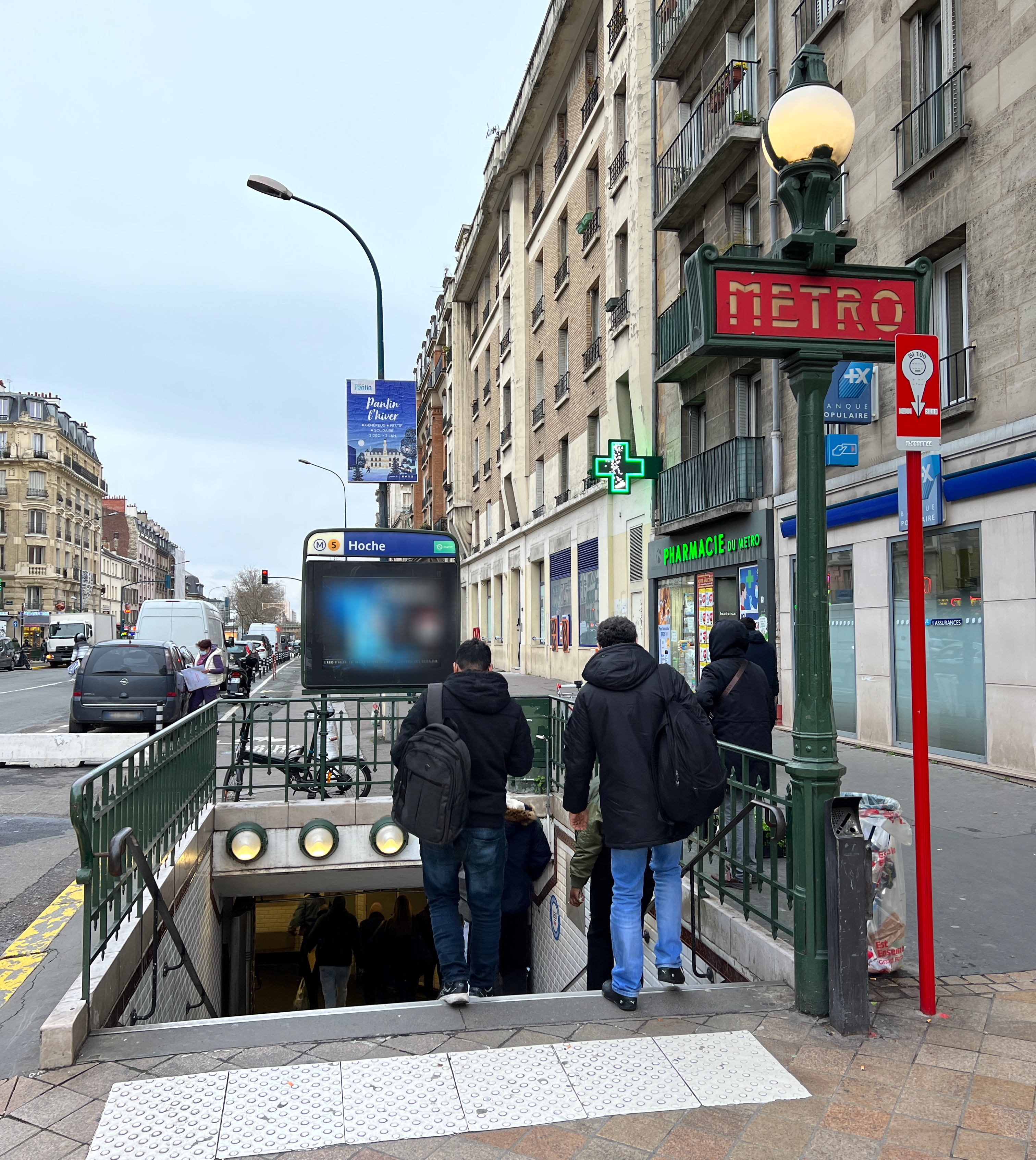
L'accès no 1 « Rue Hoche ».
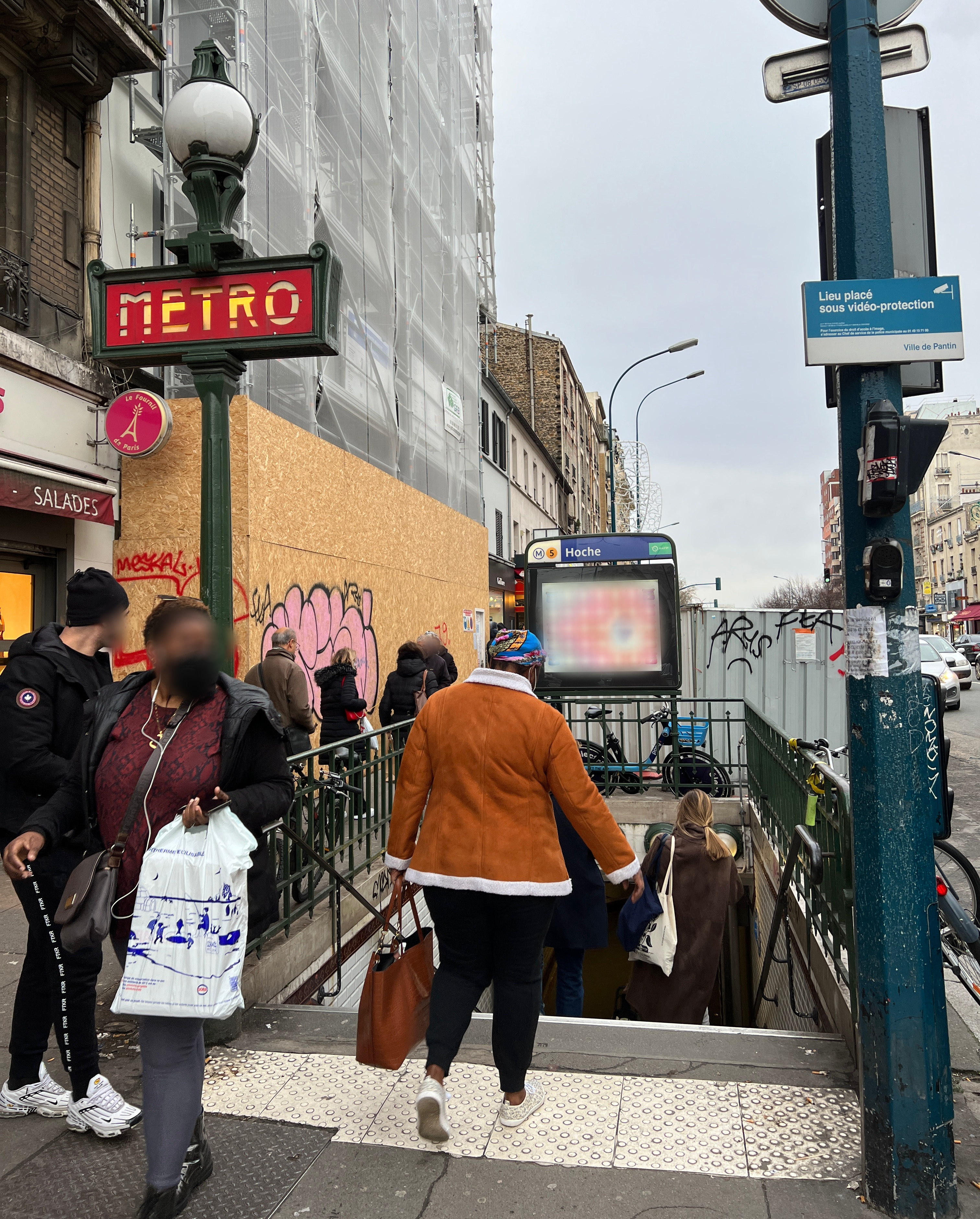
L'accès no 2 « Rue du Pré-Saint-Gervais ».
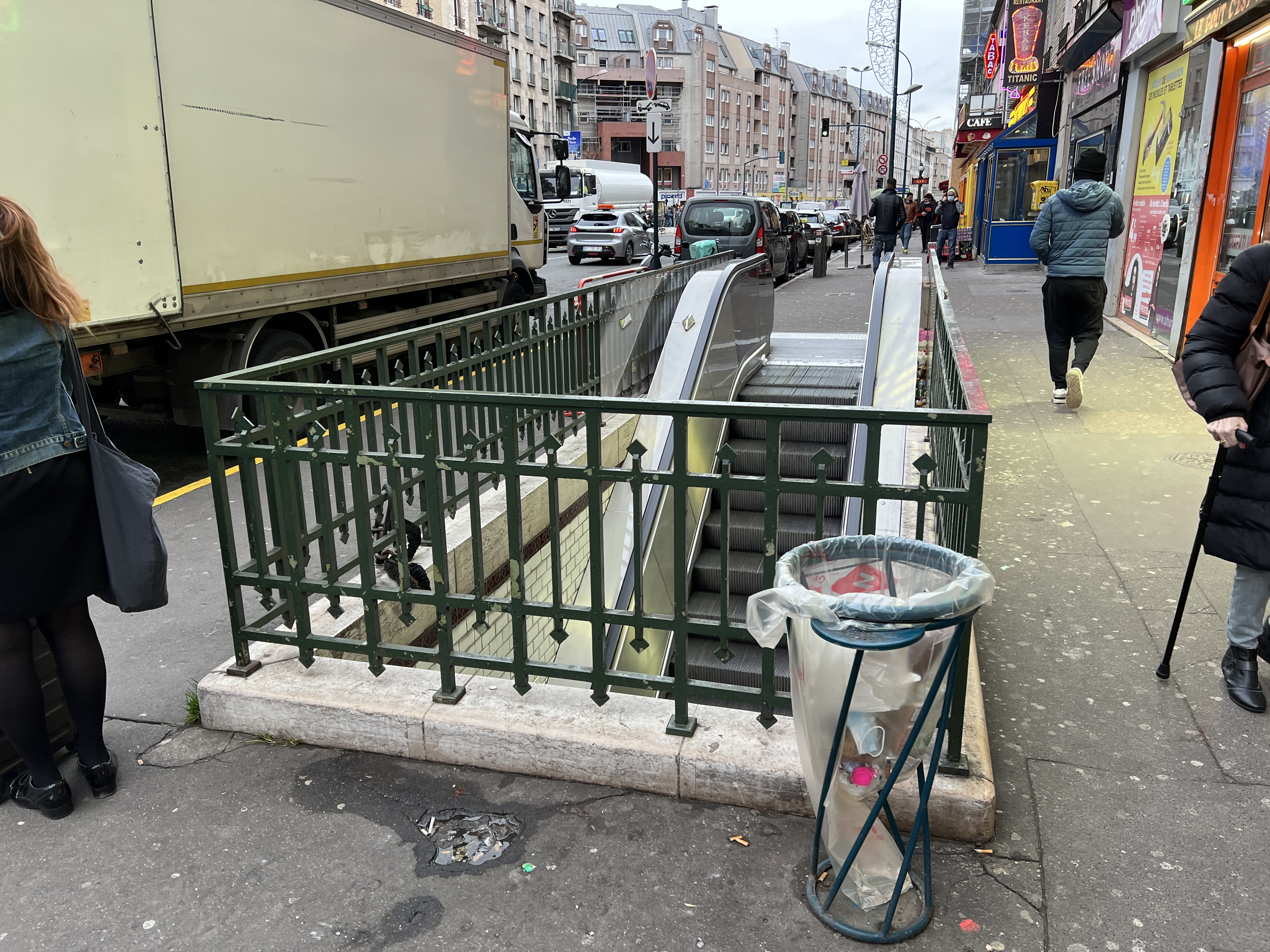
L'accès no 3 « Rue Charles Nodier ».

.

### Quais
Hoche est une station de configuration standard : elle possède deux quais séparés par les voies du métro et la voûte est elliptique. La décoration est une variante du style utilisé pour la majorité des stations de métro : apparue dans les années 1940, elle se caractérise par ses cadres publicitaires en faïence de couleur marron à motifs géométriques sobres, surmontés de la lettre « M », particularité que l'on ne retrouve que dans sept autres stations sur le réseau. Les bandeaux d'éclairage sont blancs et arrondis dans le style « Gaudin » du renouveau du métro des années 2000, et les carreaux en céramique blancs biseautés recouvrent les piédroits, la voûte et les tympans. Le nom de la station est incorporé dans la faïence selon le style de la CMP d'origine et les quais sont équipés de bancs à lattes de bois.
Le piédroit du quai en direction de Bobigny - Pablo Picasso présente une niche aménagée en petite vitrine dédiée à Lazare Hoche, présentant un buste à son effigie ainsi que des images évoquant sa vie.

### Intermodalité
La station est desservie par les lignes 75, 330 et P'tit Bus du réseau de bus RATP et par les lignes N13, N41 et N45 du réseau de bus Noctilien.

## À proximité
- Centre national de la danse

## Projet
En 2028, elle sera desservie par de la ligne 3 du T Zen.